# بوبرينيتس
بوبرينيتس (Бобринець) هي مدينة في مقاطعة كيروفوهرادسكا في أوكرانيا.

## معرض صور

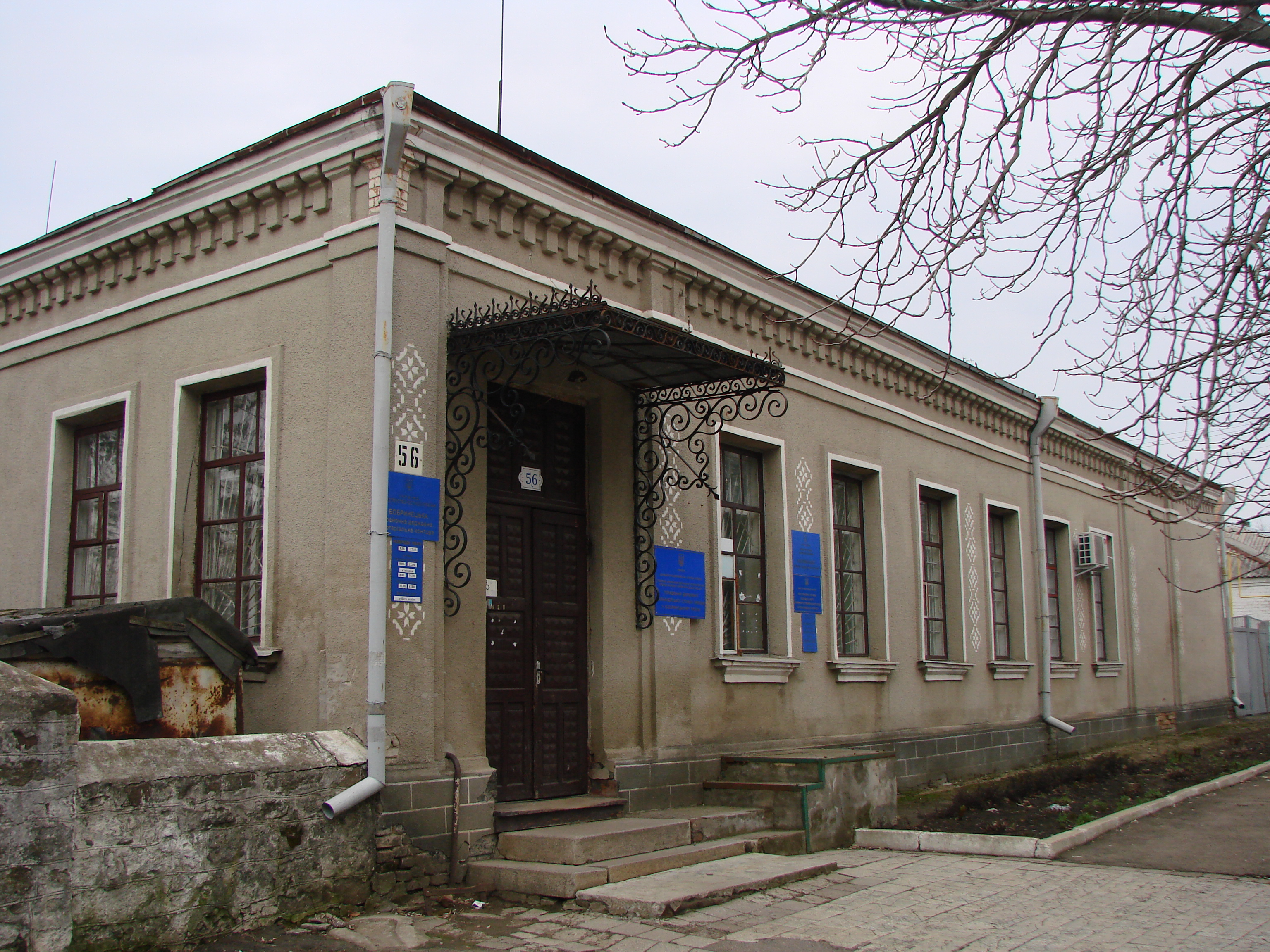
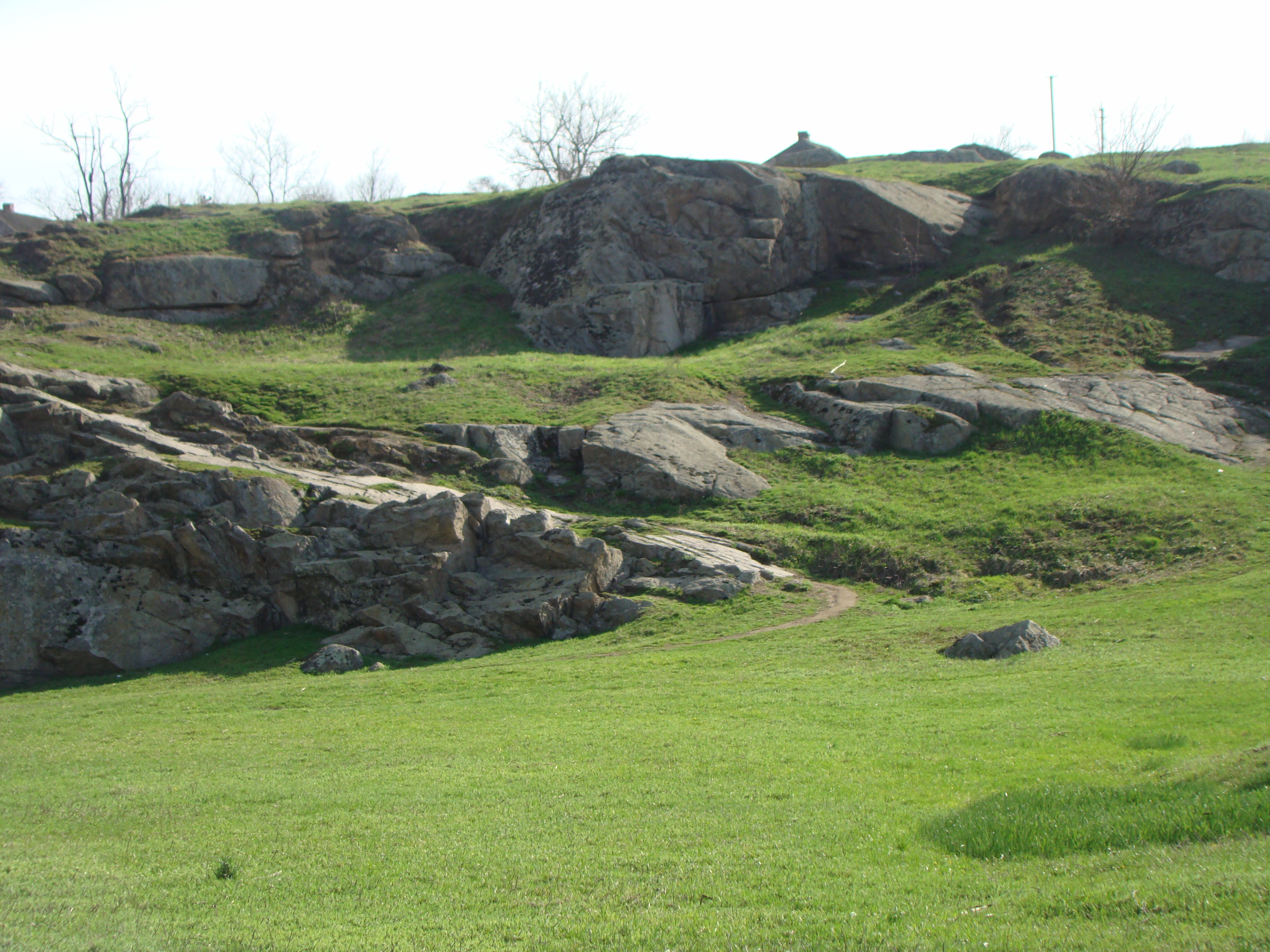
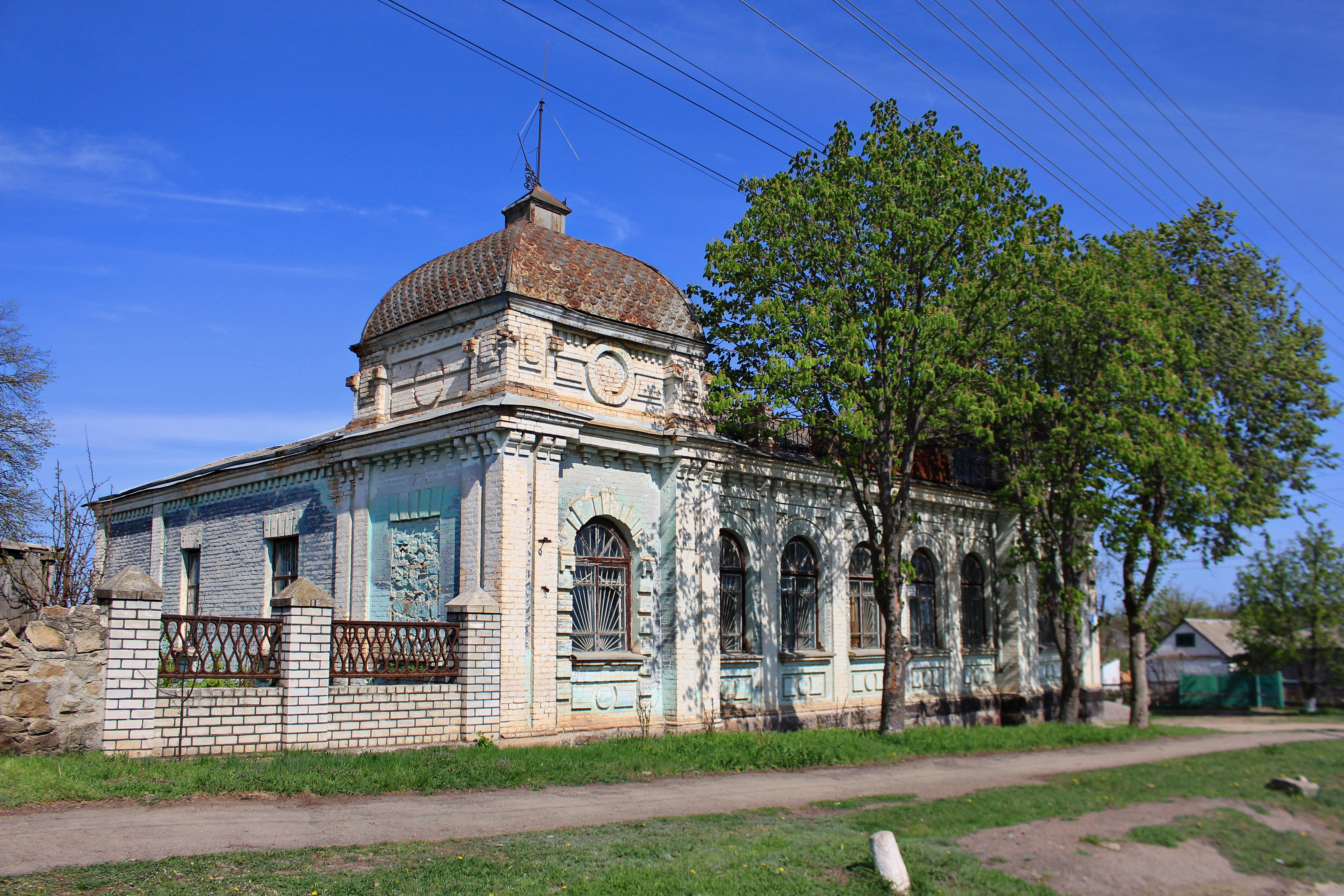
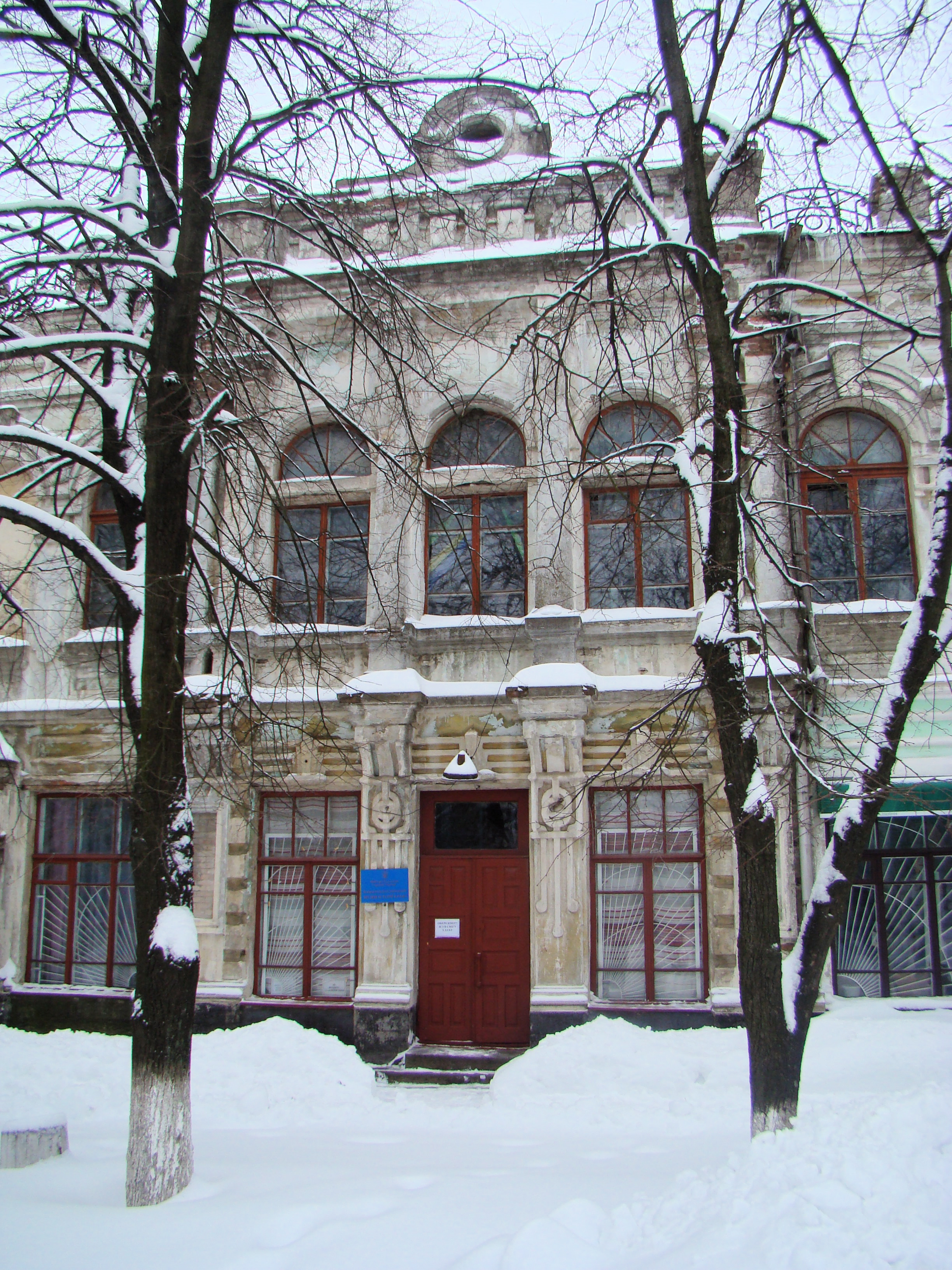
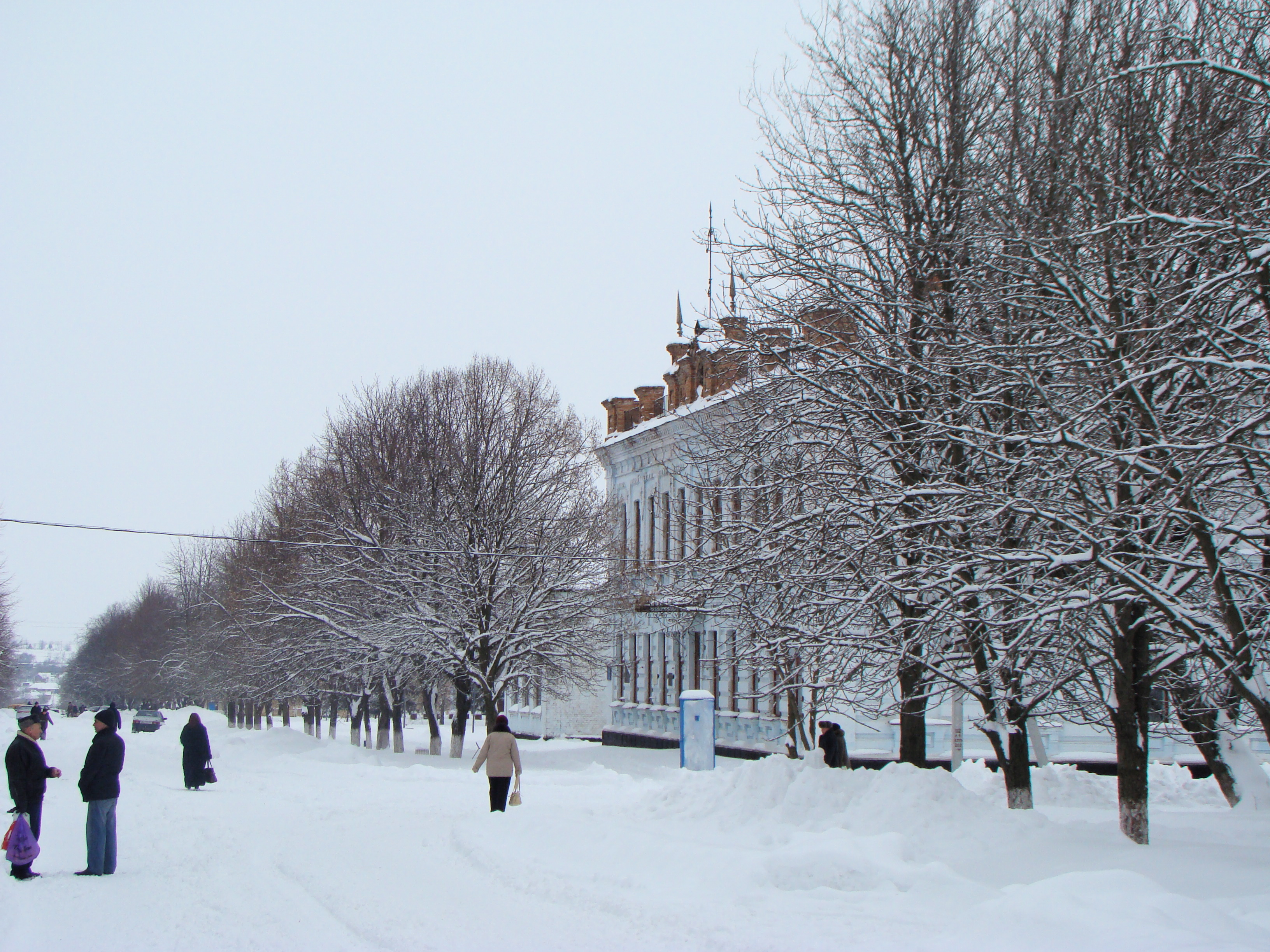